# سانسور (فیلم)
سانسور (به هندی: Censor) فیلمی محصول سال ۲۰۰۱ و به کارگردانی دو آناند است. در این فیلم بازیگرانی همچون گوویندا، دو آناند، جکی شروف، هما مالینی، مامتا کولکارنی، شامی کاپور، ریکا، جانی لور، عایشا جولکا، آمریش پوری ایفای نقش کرده‌اند.